# Занурення (фільм)
«Занурення» — романтичний трилер режисера Віма Вендерса, знятий на основі однойменного роману Дж. М. Ледгарда. Світова прем'єра стрічки відбулась на Міжнародному кінофестивалі в Торонто.

## Сюжет
Джеймс Мур — шпигун, який збирається з завданням в Африку. Перед відрядженням він їде у відпустку в Нормандію. У готелі він знайомиться з Даніелою Флайндерс — молодою біоматематикинею, захопленою своєю професією, яка збирається в експедицію на дно океану: вона має взяти зразки для дослідження, яке може змінити уявлення про Всесвіт. Вони закохуються, але мають виконати свої обов'язки.
У Сомалі Джеймс потрапляє в полон і зазнає тортур, іноді спілкується з лікарем, який працює на терористів. Дені відправляються за полярне коло та занурюється в океан, так і не дочекавшись відповіді коханого.

## У ролях
| Актор             | Роль               |
| ----------------- | ------------------ |
| Алісія Вікандер   | Даніелла Флайндерс |
| Джеймс Мак-Евой   | Джеймс Мур         |
| Алекс Гефнер      | містер Беллгоп     |
| Селін Джонс       | Тумбс              |
| Гарві Фрідмен     | Боб                |
| Одрі Квотурі      | Енні               |
| Деріан Мартін     | Джонатан           |
| Шарлотта Ремплінг | Альма              |

## Створення фільму

### Виробництво
Зйомки фільму проходили в Німеччині, Франції, Іспанії, Джибуті та на Фарерських островах.

### Знімальна група
- Кінорежисер — Вім Вендерс
- Сценарист — Ерін Дігнем
- Кінопродюсер — Камерон Лем
- Кінооператор — Бенуа Дебі
- Кіномонтаж — Тоні Фрошхаммер
- Композитор — Фернандо Веласкес
- Художник-постановник — Тьєррі Фламо
- Артдиректор — Флоріан Мюллер
- Художник по костюмах — Біна Дайгелер
- Підбір акторів — Айріс Баумюллер, Колін Джонс, Пілар Моя[3].

## Сприйняття
Фільм отримав негативні відгуки. На сайті Rotten Tomatoes оцінка стрічки становить 21 % на основі 48 відгуків від критиків (середня оцінка 4,3/10) і 35 % від глядачів із середньою оцінкою 2,6/5 (180 голосів). Фільму зарахований «гнилий помідор» від кінокритиків та «розсипаний попкорн» від глядачів, Internet Movie Database — 5,3/10 (4 042 голоси), Metacritic — 38/100 (16 відгуків критиків) і 4,4/10 (10 відгуків від глядачів).